# R.I.P.D.
R.I.P.D. is een Amerikaanse komische actie-fantasyfilm uit 2013, geregisseerd door Robert Schwentke. De film is gebaseerd op het stripboek R.I.P.D. (Rest in Peace Department) van de schrijver Peter M. Lenkov en tekenaar Lucas Marangon, uitgegeven door Dark Horse Comics. De film werd zowel negatief beoordeeld als een commerciële mislukking, met een budget van $ 130 miljoen en een wereldwijde bioscoop opbrengst van $ 78 miljoen.

## Verhaal
Als politieagent Nick Walker wordt neergeschoten en op weg is naar het hiernamaals, wordt hij gerekruteerd voor het team R.I.P.D. (Rest in Peace Department) die verantwoordelijk zijn voor het vinden en teruggeven van zielen die weigeren door het gaan naar het hiernamaals.

## Rolverdeling
| Acteur             | Personage                   |
| ------------------ | --------------------------- |
| Jeff Bridges       | Roycephus "Roy" Pulsipher   |
| Ryan Reynolds      | Nick Walker                 |
| Kevin Bacon        | Bobby Hayes                 |
| Mary-Louise Parker | Mildred Proctor             |
| Stephanie Szostak  | Julia Walker                |
| James Hong         | Jerry Chen, Nick's Avatar   |
| Marisa Miller      | Opal Pavlenko, Roy's Avatar |
| Robert Knepper     | Stanley Nawicki             |
| Mike O'Malley      | Elliot                      |
| Devin Ratray       | Pulaski                     |
| Larry Joe Campbell | Officier Murphy             |

## Ontvangst
De film ontving op Rotten Tomatoes 13 goede reviews, gebaseerd op 97 beoordelingen en een metascore van 25/100 op Metacritic, gebaseerd op 27 critici.